# Вайль, Эммануэль
Эммануэль Вайль (Валь; ивр. עמנואל ואל‎; род. 23 сентября 1938, Одесса) — советский и израильский композитор.

## Биография
Родился в 1938 году в Одессе. Закончил Одесскую специализированную музыкальную школу им. П. С. Столярского (класс скрипки — преподаватель А. А. Станко, теории и музыки — преподаватели Е. А. Амброз, В. А. Швец). Высшее образование получил в Московской государственной консерватории им. П. И. Чайковского, историко-теоретический факультет, класс профессора А. И. Кандицкого (1958—1963 годы).
С 1990 года проживает в Израиле. Член Союза композиторов Израиля и Израильского общества композиторов, авторов и издателей (АКУМ) с 1991 года. Преподавал в иерусалимской консерватории «Ха-Садна» и в Иерусалимской студии танца.
Лауреат премии премьер-министра Израиля для композиторов (2011).
В 2012 году удостоен 2-й премии за лучшее произведение для духового оркестра, в 2014 году стал лауреатом премии имени Юрия Штерна министерства абсорбции Израиля.

## Творчество
Э. Вайлем написано более 130 произведений. Композитор работает во многих музыкальных жанрах — среди его произведений три симфонии, «Еврейская сюита» для струнного оркестра, более 30 сонат, струнный и саксофонный квартеты, трио для флейт, квинтет для медных духовых инструментов, произведения для хора (в том числе детского) и другие.
В Израиле произведения автора исполняли такие музыканты, как Алан Штернфельд, Амос и Гитит Боазсон, Михаэль Клингхофер, Херут Исраэли и другие. Произведения Вайля звучали на государственной радиостанции «Коль ха-мусика», концерты проходили в залах Хибру-Юнион-колледжа, Музыкального центра им. Фелиции Блюменталь, консерватории «Ха-Садна» и других, часто совместно с израильским композитором Сарой Фейгин.